# François Cann

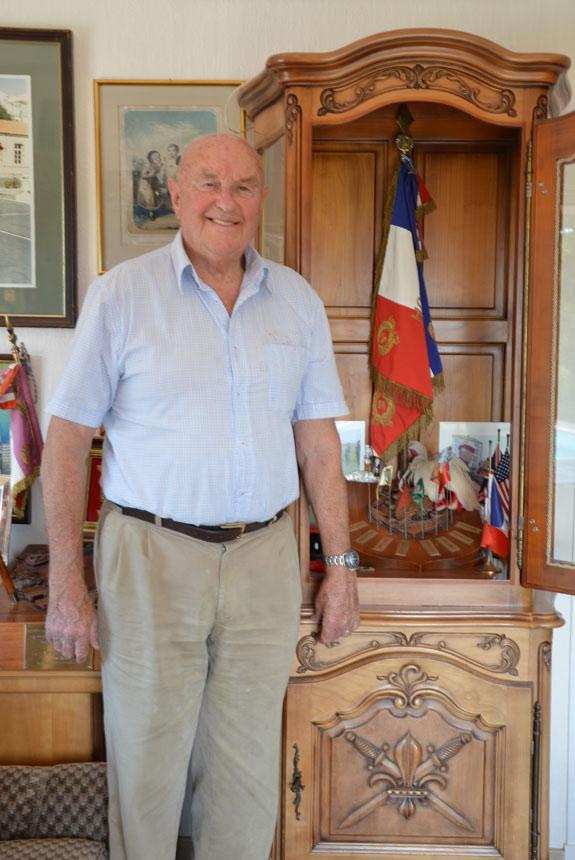
François Cann, 2013

François Cann (* 13. Juni 1932) ist ein ehemaliger französischer Général de corps d’armée.
Cann stammt aus der Bretagne. Er diente in den Jahren 1956/1957 in Algerien, und von 1958 bis 1960 in der Republik Kongo. Von August 1987 bis 1990 war er letzter Kommandant des Französischen Sektors von Berlin.

## Ehrungen
- Großoffizier der Ehrenlegion
- Das Flugfeldlöschfahrzeug „Cann“ der Flughafenfeuerwehr Berlin-Tegel wurde nach François Cann benannt
- 2. Oktober 1990: Verdienstorden des Landes Berlin
- 2007 Großkreuz der Ehrenlegion